# Órgano de la Catedral de Quilmes

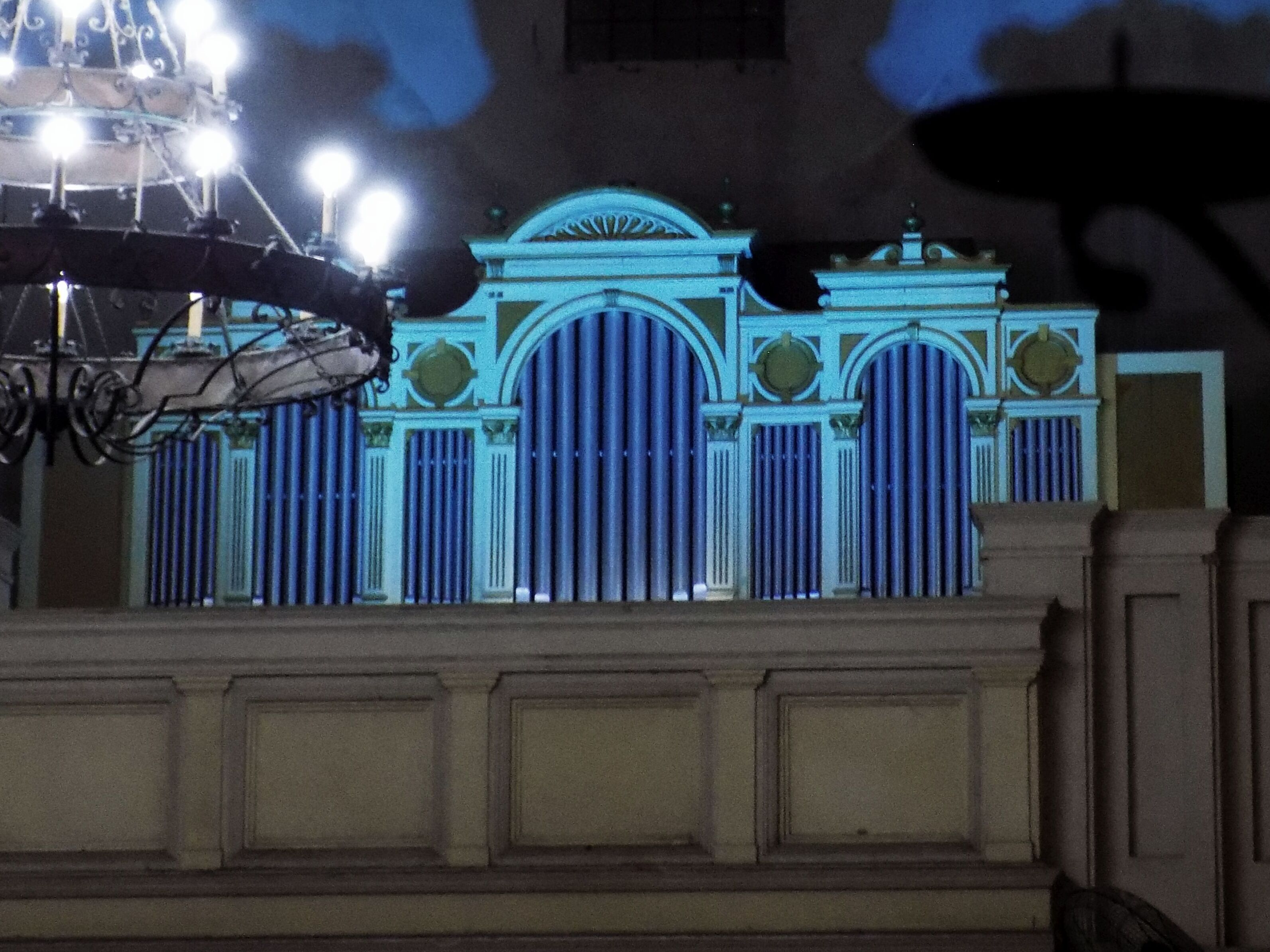
El órgano visto desde el corazón de la catedral.

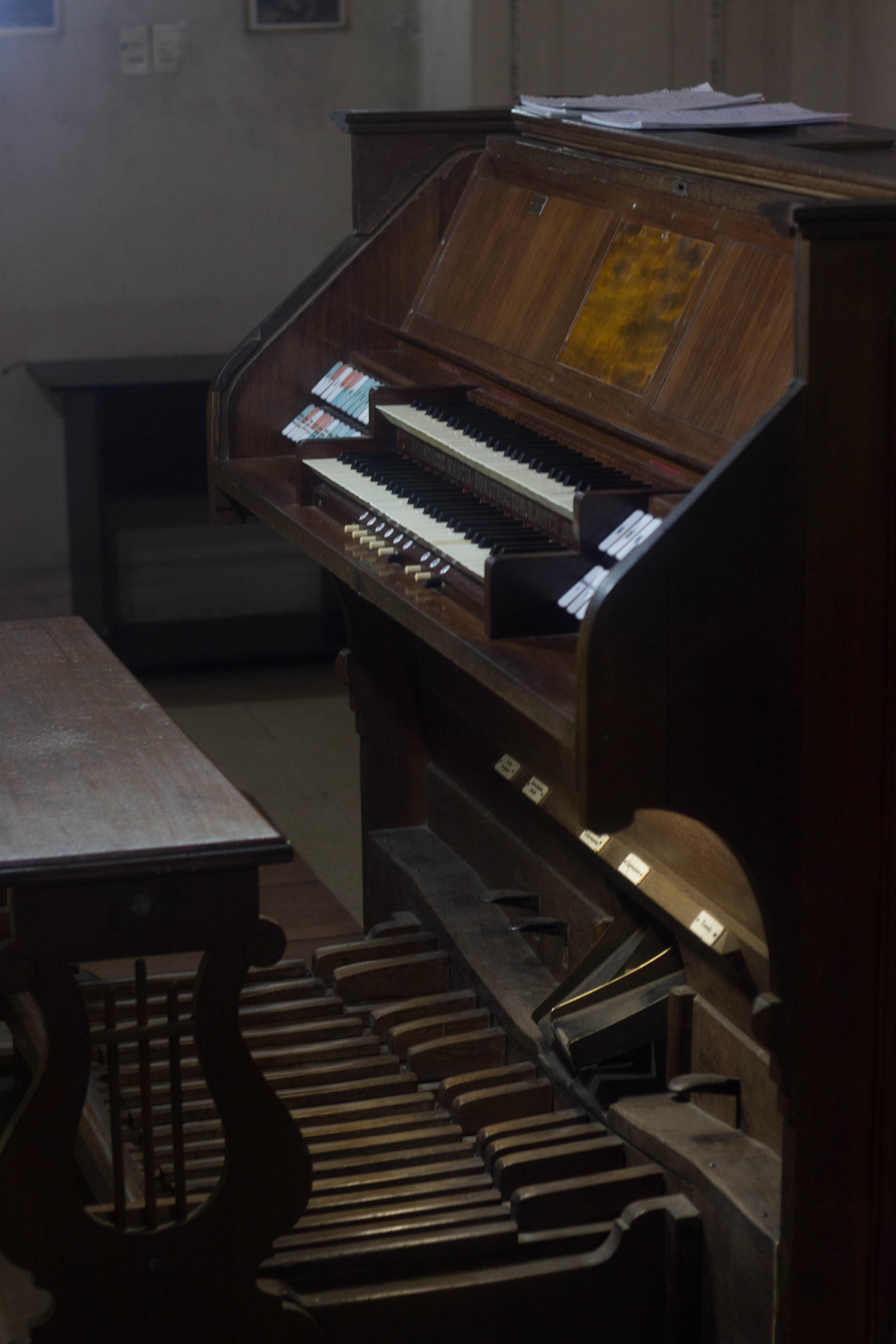
Consola de dos manuales y pedalero.

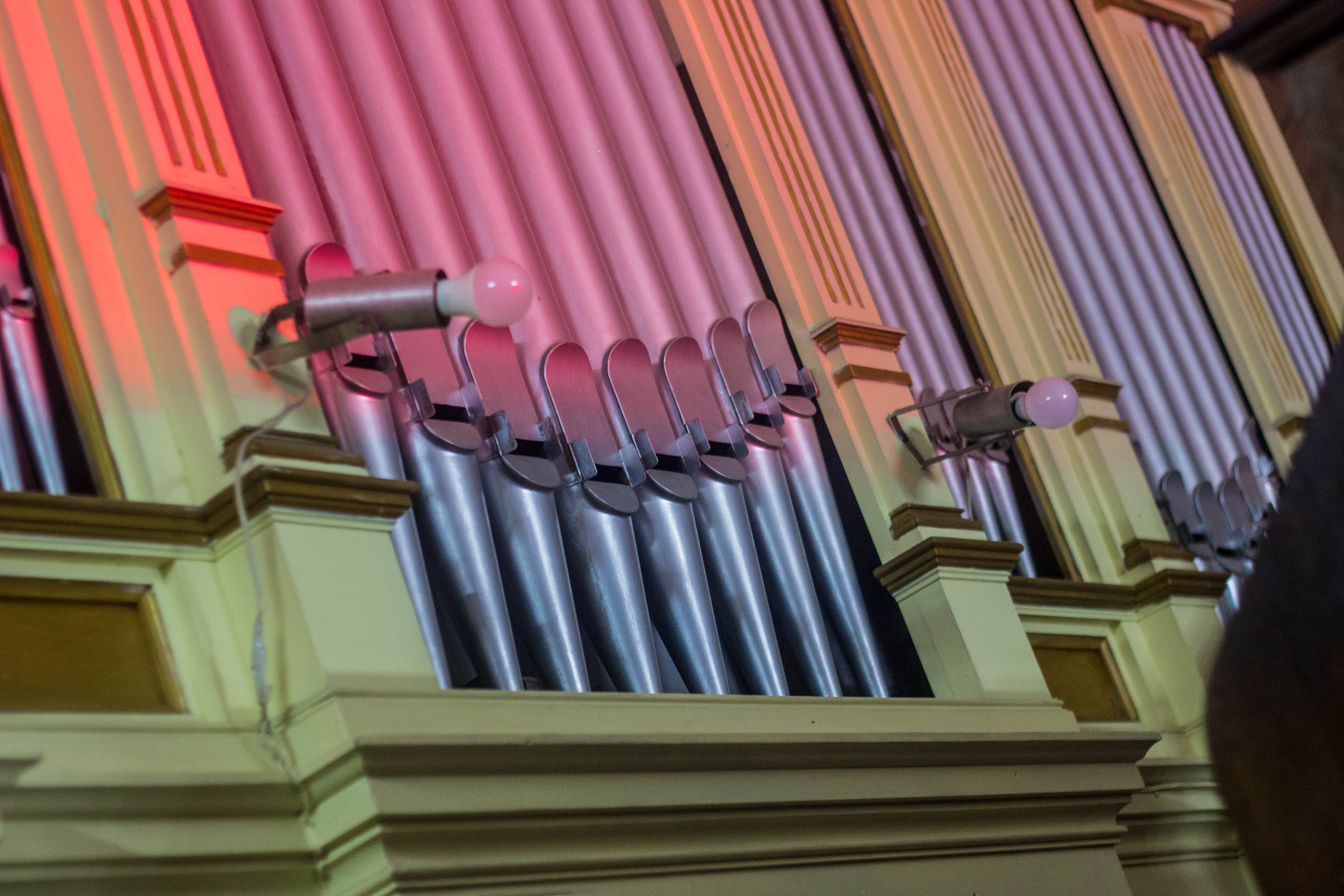
Tubos frontales del órgano vistos desde el coro.

El Órgano de la Catedral de Quilmes es un instrumento emplazado en dicho templo, fue construido por la firma alemana Laukhuff y armado en 1913. Posee dos manuales y pedalera, y 1246 tubos en 24 rangos y 21 registros. Se ha mantenido casi inalterado desde su emplazamiento.

## Historia
El primer órgano de la iglesia de Quilmes fue adquirido, a un costo de 4000 pesos, por medio de la asesoría del profesor de música Antonio Barrera Picart. Fue inaugurado el 8 de diciembre de 1888 por el párroco Francisco Suárez Salgado. El órgano emplazado en la catedral actualmente fue adquirido en 1913 por el padre Manuel Bruzzone, quien lo financió por medio de sus propios ahorros, mediante préstamos bancarios y con garantías de sus amigos y vecinos de Quilmes. Bruzzone fue párroco de Quilmes desde 1910 hasta 1929, año de su fallecimiento, quedaba un saldo pendiente, que finalmente pagó el terrateniente José Sarriés. El órgano fue encargado a la firma alemana Laukhuff y fue instalado por el organero italiano Francisco Mascia en 1913, es por ello que los nombres de los registros están en italiano.
Se han realizado diferentes actividades para recaudar fondos para mantener el instrumento. El músico Ricardo Soulé brindo un concierto a beneficio para recaudar fondos en 2018.
El organista polaco Michał Szostak brindó un concierto en 2022 en el marco de la celebración del Centésimo Aniversario de Relaciones Diplomáticas con Argentina, un evento que contó con el apoyo de la Embajada de la República de Polonia en Buenos Aires.

## Características
El órgano posee dos manuales, pedalera, y 1246 tubos en 21 registros. No ha tenido grandes cambios, salvo un registro adicional que Enrique Rimoldi agregó. Es considerado uno de los instrumentos más importantes de la provincia de Buenos Aires, debido a su buen estado de conservación. Su sonoridad se corresponde con la de los órganos románticos. 

## Disposición
| Manual I |              |      |
| 01.      | Principale   | 016’ |
| 02.      | Diapason     | 08’  |
| 03.      | Viola gamba  | 08’  |
| 04.      | Bordone      | 04’  |
| 05.      | Dulciana     | 08’  |
| 06.      | Principalino | 04’  |
| 07.      | Ottava       | 02’  |
| 08.      | Ripieno      | 0IV  |
| 09.      | Tromba       | 08’  |

| 0 | Acoplamientos  | 0 |
| 0 | II/I           |   |
| 0 | Suboctave I    |   |
| 0 | Suboctave II/I |   |
| 0 | Pedal on I*    |   |

| Manual II |                  |         |
| 010.      | Principale soave | 08’     |
| 011.      | Salizionale      | 08’     |
| 012.      | Bordone          | 08’     |
| 013.      | Vox Celeste      | 08’     |
| 014.      | Bordoncino       | 04’     |
| 015.      | Nazardo          | 02 2/3’ |
| 016.      | Flautino         | 02’     |
| 017.      | Clarinette       | 08’     |
| 018.      | Oboe             | 08’     |

| Pédale |             |      |
| 019.   | Subbasso    | 016’ |
| 020.   | Violoncello | 08’  |
| 021.   | Basso forte | 08’  |

| 0 | Acoplamientos | 0 |
| 0 | I/P           |   |
| 0 | II/P          |   |

- * La voz más grave que se toca en el Manual I utiliza los registros del pedal.
- La mutación Nazardo del Manual II fue un agregado de Enrique Rimoldi.
- Pedales de crescendo y expresión.

## Galería

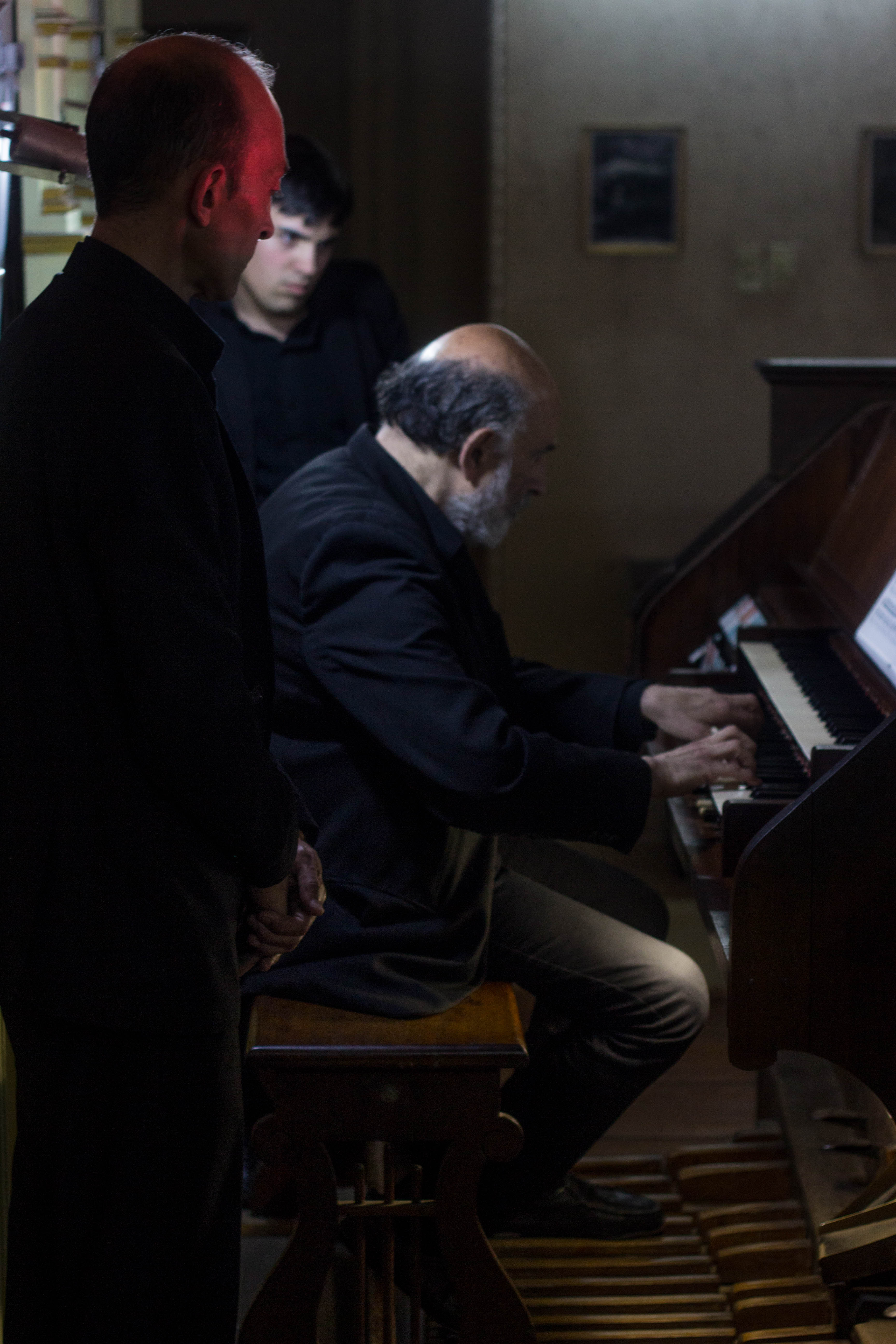
Concierto de órgano.
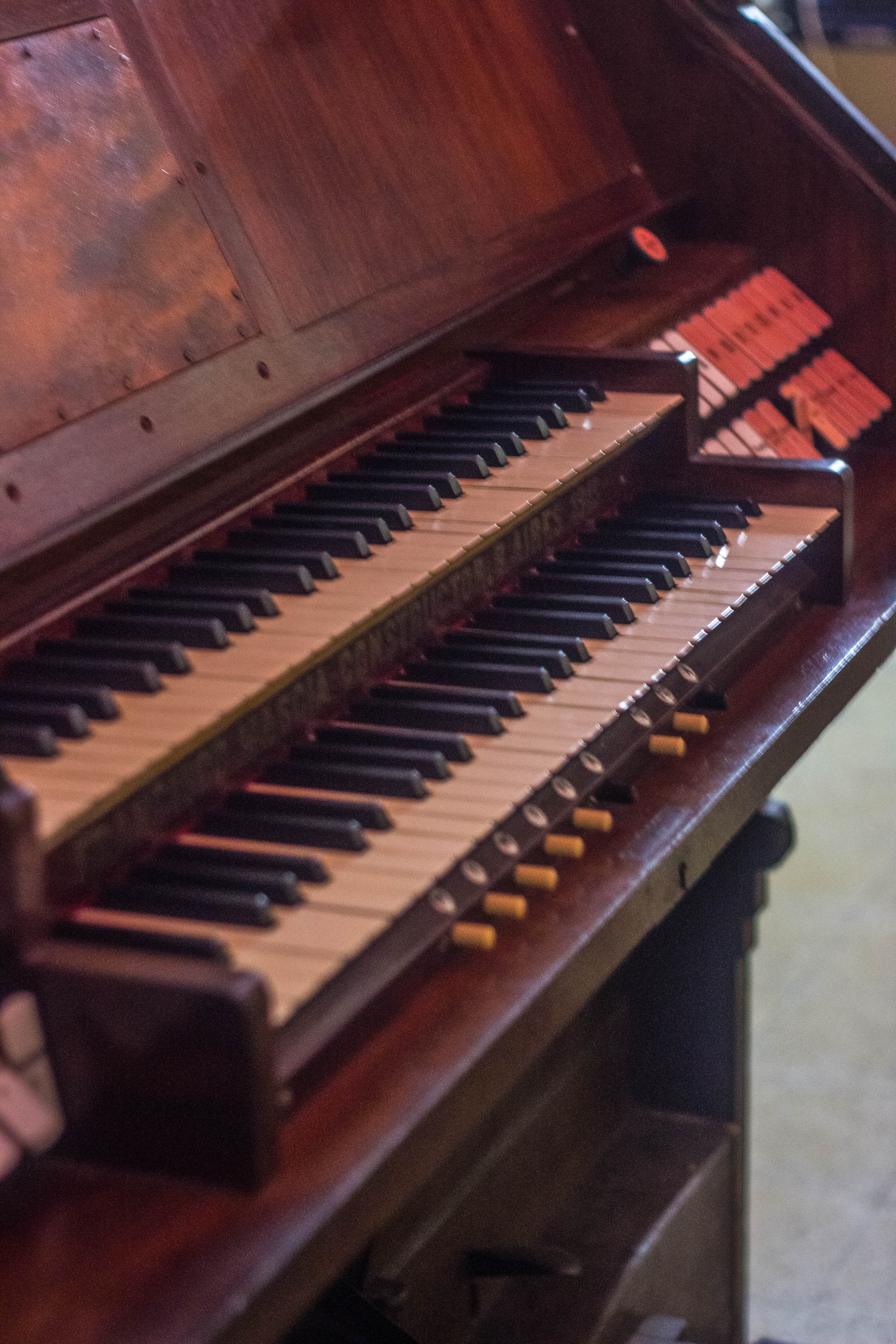
Manuales.
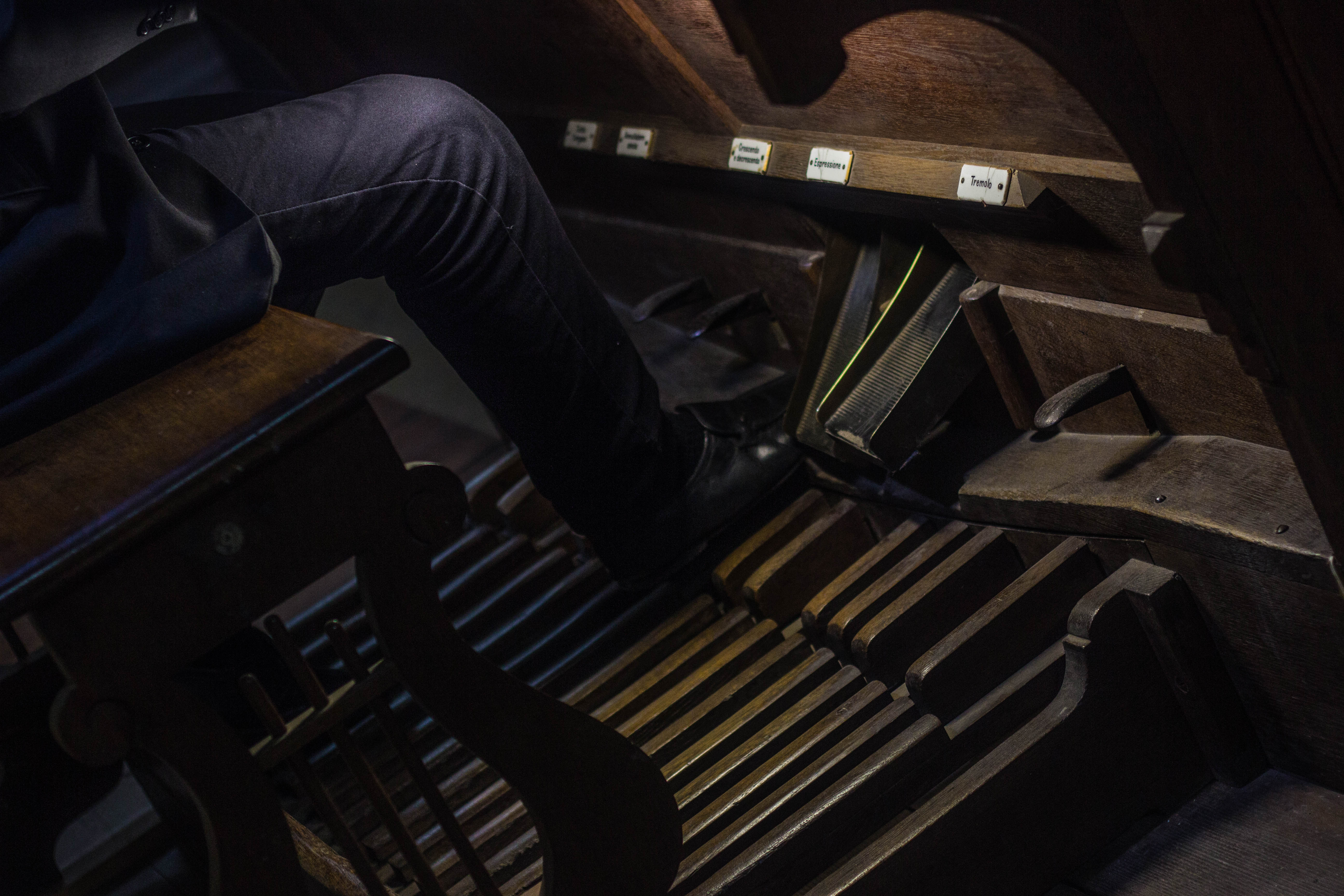
Pedalero.
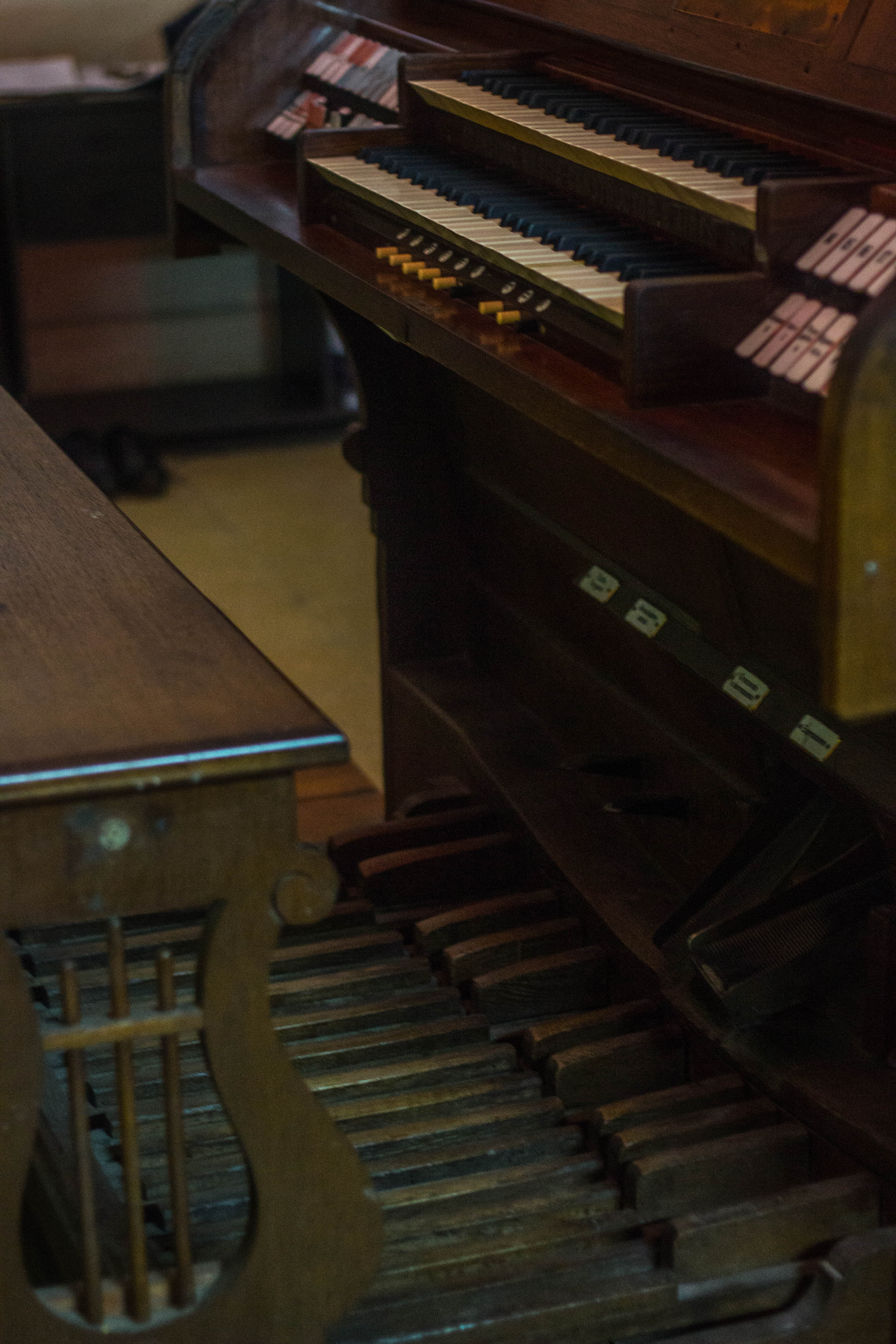
Detalle consola.